# 龙头石水电站

龙头石水电站工程位于四川省雅安地区石棉县境内，是大渡河流域水电开发的控制性水库之一，坝址位于安顺场上游约10公里，为大渡河水电基地干流规划3库22级开发的第15级电站。电站装设4台单机容量为17.５万千瓦的混流式水轮发电机组，额定水头45米，装机总容量70万千瓦，多年平均年发电量31.18亿千瓦时。电站装机4×175MW，首台机组于2008年10月发电，2009年7月最后一台机组投入运行。
龙头石水电站上游与已开工的大岗山水电站衔接，下游与规划中的老鹰岩水电站衔接。工程静态投资47.5亿元人民币，动态总投资53亿元人民币。